# Epitomapta roseola
Epitomapta roseola is een zeekomkommer uit de familie Synaptidae.
De wetenschappelijke naam van de soort werd in 1874 gepubliceerd door Addison Emery Verrill.